# Shannonomyia (Shannonomyia) stigmatica
Shannonomyia (Shannonomyia) stigmatica is een tweevleugelige uit de familie steltmuggen (Limoniidae). De soort komt voor in het Neotropisch gebied.